# Damn Yankees (film)
Damn Yankees is een Amerikaanse muziekfilm uit 1958 onder regie van George Abbott en Stanley Donen.

## Verhaal
Een supporter van een honkbalclub heeft genoeg van de ondermaatse prestaties van zijn ploeg. Hij verkoopt zijn ziel aan de duivel, die hem verandert in een profspeler. In het contract staat ook een clausule, dat de duivel tracht te omzeilen door een verleidelijke vrouw in te schakelen.

## Rolverdeling

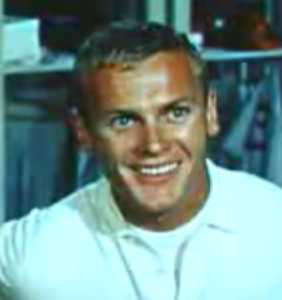
Tab Hunter in Damn Yankees

| Acteur          | Personage          |
| --------------- | ------------------ |
| Tab Hunter      | Joe Hardy          |
| Gwen Verdon     | Lola               |
| Ray Walston     | Mijnheer Applegate |
| Russ Brown      | Benny Van Buren    |
| Shannon Bolin   | Meg Boyd           |
| Nathaniel Frey  | Smokey             |
| James Komack    | Rocky              |
| Rae Allen       | Gloria Thorpe      |
| Robert Shafer   | Joe Boyd           |
| Jean Stapleton  | Zuster Miller      |
| Albert Linville | Vernon             |

## Filmmuziek
1. Ouverture
2. Six Months out of Every Year
3. Goodbye Old Girl
4. Heart
5. Shoeless Joe from Hannibal, Mo
6. There's Something About An Empty Chair
7. Whatever Lola Wants
8. A Little Brains, A Little Talent
9. Whatever Lola Wants
10. Those Were the Good Old Days
11. Who's Got the Pain
12. Two Lost Souls
13. There's Something About An Empty Chair (reprise)